# Apolipoproteina
Apolipoproteina – białkowa część lipoproteiny, która odpowiedzialna jest za wiązanie lipidów. W zależności od klasy lipoprotein mogą stanowić od 1% składu cząsteczki lipoproteiny (chylomikrony) po 45 – 55% w przypadku lipoprotein o dużej gęstości.
Różnią się one między sobą budową cząsteczkową, składem aminokwasowym oraz właściwościami przeciwmiażdżycowymi, właściwościami immunologicznymi, ruchliwością elektroforetyczną oraz funkcjami klinicznymi.
Rozróżnia się 5 głównych klas (A, B, C, D, E) i wiele podklas apoliporotein. Wśród tych wielu klas i podklas opisano również wiele przypadków genetycznego polimorfizmu (np. apolipoproteina A-I Milano).
Klasa lipoprotein o dużej gęstości zawiera prawie wszystkie rodzaje lipoprotein z wyjątkiem apo-B.
Apolipoproteiny są syntetyzowane w jelitach i wątrobie, na ich produkcję ma wpływ wiele czynników, takie jak skład diety, hormony (insulina, glukagon, estrogeny, androgeny, tyroksyna), alkohol, leki (np. statyny).

## Podstawowe właściwości
| Apolipoproteina | Rozmieszczenie          | Funkcja                                          | Miejsce biosyntezy |
| --------------- | ----------------------- | ------------------------------------------------ | ------------------ |
| apoAI           | chylomikrony, HDL3      | aktywator LCAT                                   | wątroba, jelito    |
| apoAII          | chylomikrony, HDL3      | aktywator lipazy wątrobowej                      | wątroba, jelito    |
| apoAIV          | chylomikrony            | aktywator LCAT                                   | jelito             |
| apoAV           | chylomikrony, VLDL, HDL | wpływ na metabolizm lipoprotein                  | wątroba            |
| apoB48          | chylomikrony            | stabilizacja cząstki                             | jelito             |
| apoB100         | VLDL, LDL, IDL          | stabilizacja cząstki, wiązanie receptorowe       | wątroba            |
| apoCI           | chylomikrony, VLDL, HDL | aktywator lipazy lipoproteinowej, aktywator LCAT | wątroba            |
| apoCII          | chylomikrony, VLDL, HDL | aktywator lipazy lipoproteinowej                 | wątroba            |
| apoCIII         | chylomikrony, VLDL, HDL | inhibitor lipazy lipoproteinowej, aktywator LCAT | wątroba            |
| apoCIV          | chylomikrony, VLDL, HDL | aktywator lipazy lipoproteinowej                 | wątroba            |
| apoD            | HDL                     | aktywator LCAT                                   | wątroba            |
| apoE            | chylomikrony, VLDL, HDL | aktywator LCAT, wiązanie receptorowe             | wątroba            |